# ویلیام دوئن (فیزیکدان)
 ویلیام دوئن (انگلیسی: William Duane؛ زاده ۱۷ فوریهٔ ۱۸۷۲ درگذشته ۷ مارس ۱۹۳۵) یک فیزیک‌دان اهل ایالات متحده آمریکا بود.